# Бруннер, Штефани
Штефани Бруннер (нем. Stephanie Brunner; 20 февраля 1994, Швац) — австрийская горнолыжница, призёр Олимпийских игр 2018 года в командных соревнованиях. Чемпионка мира 2012 года в слаломе среди юниоров. Специализируется в слаломе и гигантском слаломе.

## Карьера
Штефани Бруннер из Тукса и в настоящее время живет в Инсбруке. 12 января 2011 года она дебютировала в Кубке Европы. 
Дебютировала на Кубке мира 17 марта 2012 года. После этого ей потребовалось еще полтора года, чтобы выиграть первые очки (27 ноября 2015 года в гигантском слаломе). 
22 октября 2016 года Бруннер в гигантском слаломе в Зельдене финиширует на четвертом месте.  
На чемпионате мира в Санкт-Морице она заняла пятое место как в командном соревнование в составе Австрии, так и в гигантском слаломе. В сезоне 2017/18 она успешно стартовала с четвертого места в Зельдене и на восьмом месте в Леви. 
На Олимпиаде в Пхёнчхане в командном соревновании она была представлена в качестве замены и выиграла вместе с Мануэлем Феллером, Катариной Галхьюбер, Катариной Лиенсбергер, Майклом Мэттом и Марко Шварцем серебряную медаль Олимпийских игр. 
В марте 2018 года Бруннер на австрийском чемпионате по спускам в Заальбах-Хинтерглемме перенесла травму крестообразную связки в левом колене. Летний период 2018 года ушёл на восстановление.
В сезоне 2018/2019, на первом этапе в Зёльдене, в гигантском слаломе, она показала пятое время и набрала первые очки в Кубке мира 2018/19. А в ноябре на этапе в американском Киллингтоне, Бруннер, завоевала первый подиум в карьере, оказавшись на третьем месте в гигантском слаломе.

## Олимпийские игры
| Олимпийские игры | Скоростной спуск | Супергигант | Гигантский слалом | Слалом | Комбинация | Команды |
| ---------------- | ---------------- | ----------- | ----------------- | ------ | ---------- | ------- |
| 2018 Пхёнчхан    | —                | —           | —                 | —      | —          | 2       |